# ヘイスティングス
ヘイスティングス（Hastings）とは、イギリスのイースト・サセックスにある歴史あるタウンかつバラ。1066年、フランスのノルマンディー公ギヨーム2世（ウィリアム1世）が当時のイングランド王ハロルド2世の軍をヘイスティングズの戦いで破り、グレートブリテン島全体を支配した。

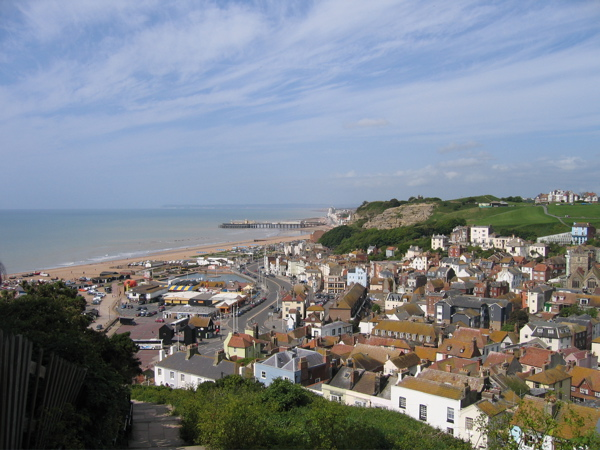
イーストヒルからの眺め

## 観光地など

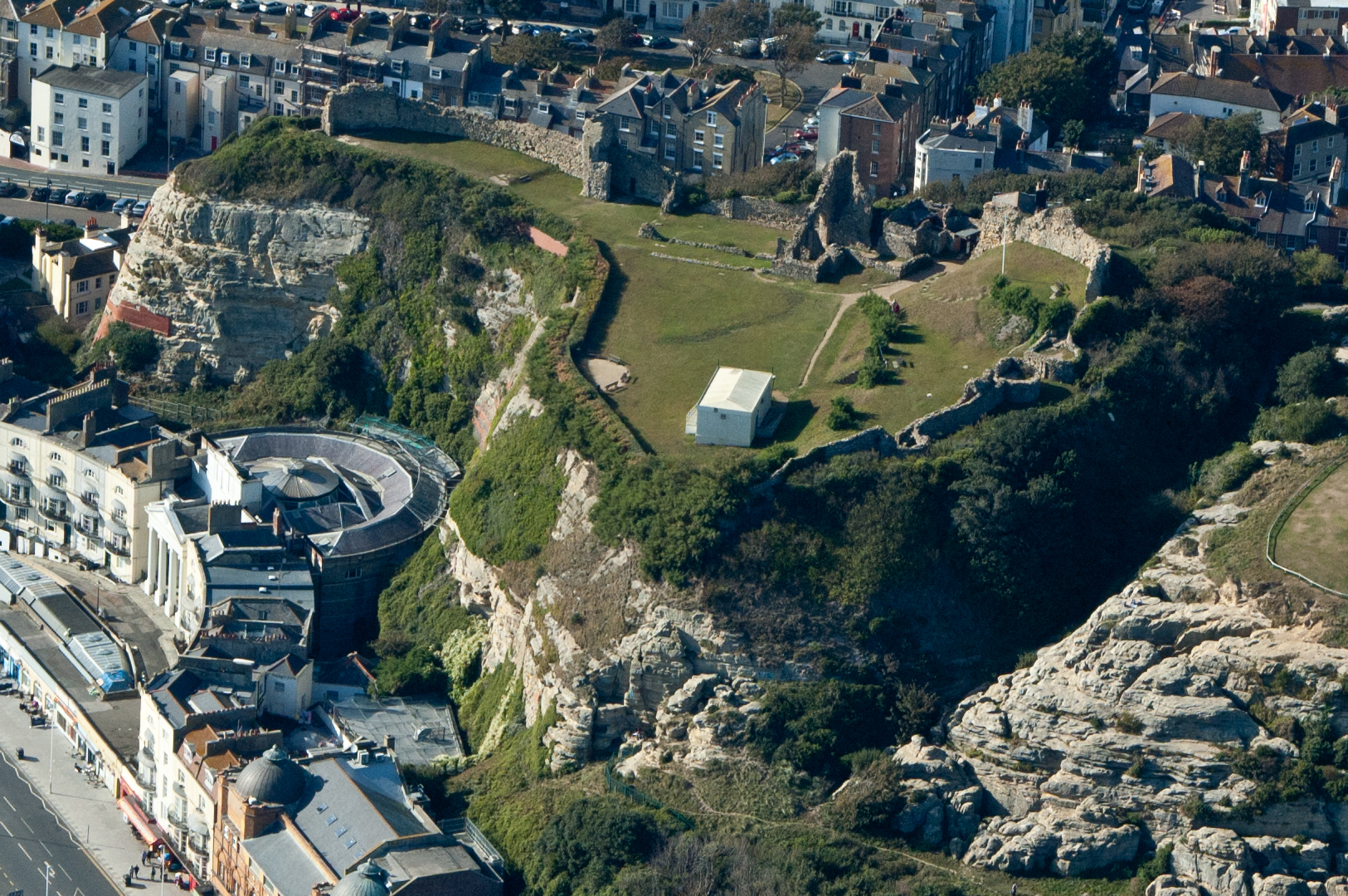
ヘイスティングズ城

- ヘイスティングス城 - ウィリアム1世が建設したとされる城。
- バトル修道院 - 1066年のヘイスティングズの戦いで実際の戦場となったのが、ヘイスティングズ近郊にあるバトルという村。ウィリアム1世が建てた修道院がある。

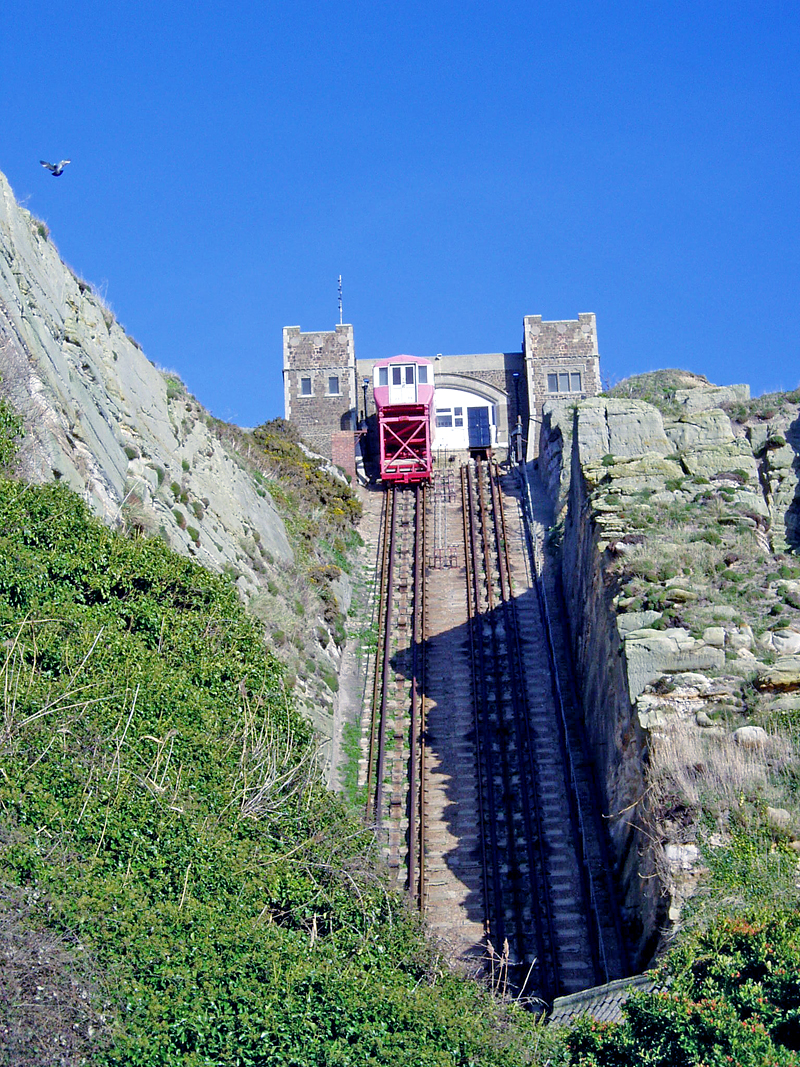
ケーブルカー

## 姉妹都市
- ドルドレヒト（オランダ）
- シュヴェールテ（ドイツ）
- アウデナールデ（ベルギー）
- ベテューヌ（フランス）

## 出身者
- ヴィニフレート・ワーグナー - ドイツの音楽家ジークフリート・ワーグナーの夫人
- ギャレス・バリー - サッカー選手
- マリアンヌ・ノース - 植物学者、旅行家